# Tropología
La tropología es la filosofía basada en los tropos o modos retóricos que tradicionalmente han sido parte de la poética, pero que son nueva inspiración para profundizar y repensar categorías intelectuales en los más diversos campos, como la filosofía, la sociología, la historia e incluso el marketing. Uno de los máximos exponentes para el campo de la filosofía histórica ha sido Hayden White, que advirtió la existencia de cuatro tropos básicos en las construcciones de autores como Hegel, Marx, Croce o Burkhart.
Para Genette el triunfo de la tropología responde a un declive intelectual con respecto a la mucho más amplia retórica. Ankersmith muestra que el interés por la tropología se ha revitalizado de una manera inesperada.
La tropología no es una extensión simple de la retórica, puesto que requiere una lectura y alegorización de los tropos o metatropía, no evidente desde una formación banal en los tropos entendidos como simples fórmulas verbales.